# Македонски диалекти
Македонски диалекти са българските диалекти, говорени в географската област Македония. Някои от тях са в основата на езиковата норма в Северна Македония. По-рядко като македонски диалекти се определят говорите от други езикови системи – румънски (арумънски, мъгленорумънски) и други.
В България по-голямата част от македонските диалекти се класифицират като западнобългарски диалекти. Диалектът на съседни села покрай българо-северномакедонската граница се различава, под силното влияние на книжовните езикови норми и в двете държави. В езиковедско измерение, най-важното различие между западнобългарските диалекти и македонската езикова норма е в правописа и фонетиката на буквите Ќ, ќ [кь]; Ѓ, ѓ [гь]; Ј, ј [й]; Џ, џ [дж], както и сърбизмите (думи от сръбски произход).
Диалектите в географската област Македония се отличават с голямо разнообразие. При по-голяма част от тях старобългарската голяма носовка (голям юс) Ѫ [он], [əн] се изговоря като а (даб, маж и др.), но съществуват също и у- и ъ-говори (дуб, муж; дъб, мъж). У-говорите са разпространени в най-северните райони на Вардарска Македония – Кривопаланско, Кратовско, Овчеполско, Кумановско, Скопско-църногорско и Тетовско.
Най-източните македонски диалекти са източнобългарски според двуделната подялба на българските диалекти на екавски и якавски. В драмско-серския, както и в голяма част от солунския, гоцеделчевския и разложкия го̀вор, ятовата гласна (или е-двойно) Ѣ се произнася като я. Това важи и за някои села в Мелнишко.
Възгледите в някои от произведенията на Кръстьо Мисирков и становището на Блаже Конески, приети за официални в Северна Македония, гласят че македонските диалекти са славянски диалекти, говорени на територията на географската област Македония, еднакво отдалечени както от български, така и от сръбски език (това са централномакедонските диалекти).
Езикова принадлежност и класифицирането на македонските диалекти освен научен, е и спорен политически въпрос.